# Vitalijus Gailius

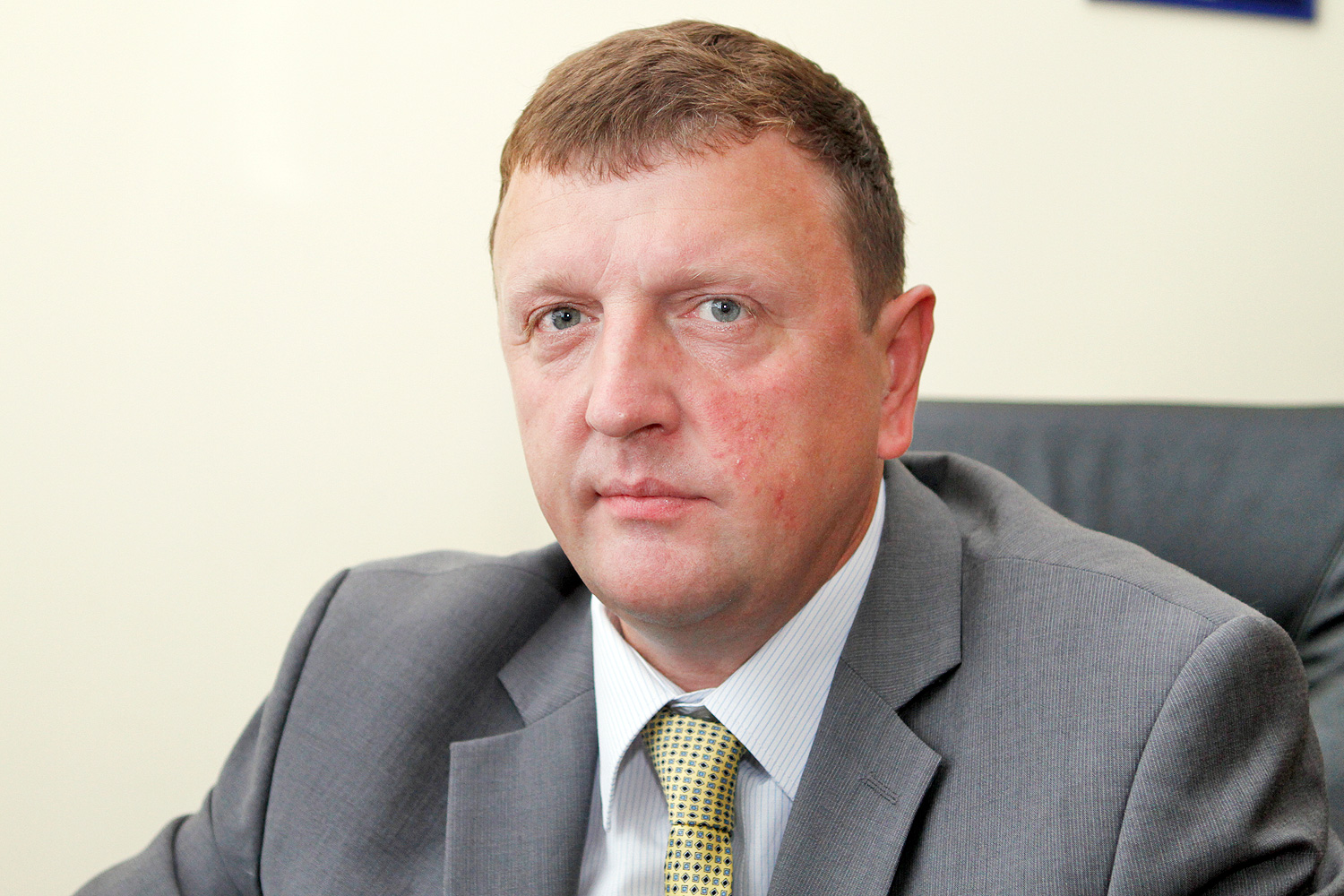
Vitalijus Gailius (2011)

Vitalijus Gailius (* 31. Juli 1969 in der Rajongemeinde Radviliškis) ist ein litauischer liberaler Politiker und Jurist, seit April 2019 Bürgermeister von Joniškis, ehemaliges Seimas-Mitglied (2016–2019).

## Leben
1994 absolvierte Gailius das Bachelorstudium der Rechtswissenschaften an der Lietuvos policijos akademija und 2006 das Masterstudium (Recht und Polizeitätigkeit) an der Mykolo Romerio universitetas in Vilnius. Von 1990 bis 2000 arbeitete er in Joniškis und von 2000 bis 2007 in Panevėžys als Oberkommissar der Kriminalpolizei.
Von 2007 bis 2010 war er stellv. Leiter von Lietuvos kriminalinės policijos biuras und von 2010 bis 2012 Direktor von FNTT. 2011 wurde er von Andrius Kubilius zum General im Innendienst der FNTT befördert.
Von November 2012 bis zum 11. April 2019 war Gailius Mitglied im Seimas, ausgewählt im Wahlbezirk Pakruojis-Joniškis (Nr. 46) (Partei Lietuvos Respublikos liberalų sąjūdis).  Seit Mitte April 2019 ist er Bürgermeister der Rajongemeinde Joniškis. Er wurde bei den Kommunalwahlen in Litauen 2019 ausgewählt.